# Obrowo (rejon janowski)
Obrowo (biał. Аброва, Abrowa; ros. Оброво, Obrowo) – wieś na Białorusi, w obwodzie brzeskim, w rejonie janowskim, w sielsowiecie Brodnica.
W pobliżu znajduje się Rezerwat Biologiczny „Obrów”.

## Historia
Dawniej wieś i folwark. W XIX i w początkach XX w. położone były w Rosji, w guberni mińskiej, w powiecie pińskim. Były wówczas własnością Pusłowskich.
W dwudziestoleciu międzywojennym leżały w Polsce, w województwie poleskim, w powiecie pińskim, w gminie Brodnica. W 1921 wieś liczyła 138 mieszkańców, zamieszkałych w 29 budynkach. Wszyscy oni byli Białorusinami wyznania prawosławnego. Folwark liczył 22 mieszkańców, zamieszkałych w 2 budynkach, w tym 12 Białorusinów i 10 Polaków. 12 mieszkańców było wyznania prawosławnego i 10 rzymskokatolickiego.
W II Rzeczypospolitej na polach pomiędzy wsią a folwarkiem powstała osada wojskowa Strażnica Kresowa (także Strażnica Polska), obecnie nieistniejąca.
Po II wojnie światowej w granicach Związku Radzieckiego. Od 1991 w niepodległej Białorusi.